# Feedback (bài hát)
"Feedback" là một bài hát của ca sĩ người Mỹ Janet Jackson nằm trong album phòng thu thứ 10 của cô, Discipline. Nó được phát hành như là đĩa đơn đầu tiên trích từ album vào ngày 7 tháng 1 năm 2008 bởi Island Records. Bài hát do Rodney "Darkchild" Jerkins và D'Mile sáng tác và sản xuất, với sự tham gia hỗ trợ viết lời từ LaShawn Daniels. Đây là một bản electropop và dance, với sự kết hợp giữa các yếu tố của Eurodance và hip hop.
"Feedback" nhận được những phản ứng tích cực từ các nhà phê bình đương đại, trong đó họ ca ngợi sự đổi mới trong âm nhạc của Jackson, cũng như gọi đây là "sự trở lại đúng theo cách giúp cô trở thành siêu sao nhạc pop". Bài hát đạt vị trí thứ 19 trên bảng xếp hạng Billboard Hot 100 và vị trí quán quân trên Hot Dance Club Play, trở thành hit thành công nhất của nữ ca sĩ kể từ "Someone to Call My Lover" (2001). Trên thị trường quốc tế, nó đứng đầu bảng xếp hạng ở Hàn Quốc và lọt vào top 10 ở Canada, Hy Lạp, Slovakia và Nam Phi.
Video ca nhạc của "Feedback", được đạo diễn bởi Saam Farahmand, trong đó Jackson nhảy múa ở nhiều hành tinh khác nhau trước khi nhảy múa trong một chất lỏng màu trắng không rõ nguồn gốc. Nó nhận được sự tiếp nhận tích cực từ các nhà phê bình khi họ ca ngợi hình ảnh thiên hà và vũ đạo. Jackson biểu diễn "Feedback" trên Good Morning America, The Ellen DeGeneres Show, và TRL, đánh dấu sự xuất hiện đầu tiên trên MTV của cô kể từ tai nạn trên sân khấu Super Bowl. Bài hát nhận ba đề cử tại Giải thưởng Nhạc Dance quốc tế.

## Danh sách bài hát
| - Đĩa 12" tại Vương quốc Anh (1764113) (đĩa hình giới hạn) 1. Bản chính thức – 3:38 2. Không lời – 3:57 3. Ralphi Rosario Electroshok Radio Mix – 3:44 - Đĩa CD quảng cáo tại Nhật, Thái Lan và Mỹ (UICL-5025) 1. Bản chính thức – 3:38 2. Không lời – 3:57 - Đĩa CD tại Úc, Pháp (1763603) 1. Bản đĩa đơn – 3:56 2. Ralphi Rosario Electroshok Radio Mix – 3:44 - Đĩa CD maxi tại Đức 1. Bản chính thức – 3:59 2. Ralphi Rosario Electroshok Radio Mix – 3:44 3. Ralphi Rosario Electroshok Club Mix – 8:10 4. Video – 4:08 - EP kĩ thuật số – Remixes 1. Moto Blanco Full Vocal Remix – 8:26 2. Ralphi Rosario Dirty Club Remix – 9:40 3. Ralphi Rosario Electroshock Club – 8:10 4. Wideboys Club Remix – 6:19 5. Jody den Broeder Club Remix – 7:16 - Đĩa DVD tại Pháp 1. Video ca nhạc – 4:19 | - Đĩa CD quảng cáo tại Brazil (2802876) 1. Bản album – 3:38 2. Jody den Broeder Club – 7:18 3. Jody den Broeder Radio Chỉnh sửa – 3:58 4. Moto Blanco Dub – 7:48 5. Moto Blanco Full Vocal – 8:29 6. Moto Blanco Radio Chỉnh sửa – 3:56 7. Ralphi Rosario Dirty Club – 9:39 8. Ralphi Rosario Dirty Radio – 3:59 9. Ralphi Rosario Electroshock Club – 8:09 10. Ralphi Rosario Electroshok Radio – 3:44 11. Wideboys Club – 6:18 12. Wideboys Radio Chỉnh sửa – 3:01 - Đĩa CD quảng cáo tại Vương quốc Anh (JJFEEDCDX1) 1. Moto Blanco Radio Chỉnh sửa – 3:56 2. Ralphi Rosario Dirty Radio – 3:59 3. Ralphi Rosario Electroshok Radio – 3:44 4. Wideboys Radio Edit – 3:01 5. Jody den Broeder Radio Chỉnh sửa – 3:58 6. Moto Blanco Full Vocal – 8:29 7. Ralphi Rosario Dirty Club – 9:39 8. Ralphi Rosario Electroshock Club – 8:10 9. Wideboys Club – 6:18 10. Jody den Broeder Club – 7:18 11. Moto Blanco Dub – 7:48 |

## Xếp hạng
| Bảng xếp hạng (2008)                  | Vị trí cao nhất |
| ------------------------------------- | --------------- |
| Australia (ARIA Charts)               | 50              |
| Austria (Ö3 Austria Top 40)           | 47              |
| Belgium (Ultratop 50 Flanders)        | 19              |
| Belgium (Ultratop 50 Wallonia)        | 5               |
| Canada (Canadian Hot 100)             | 3               |
| Canada (Hot Canadian Digital Singles) | 2               |
| Croatia (Croatian Singles Chart)      | 25              |
| Denmark (Tracklisten)                 | 27              |
| European Hot 100 Singles              | 69              |
| France (SNEP)                         | 36              |
| Finland (Suomen virallinen lista)     | 21              |
| Germany (GfK Entertainment)           | 40              |
| Germany (Deutsche Urban Chart)        | 1               |
| Greece (Greek Singles Chart)          | 5               |
| Ireland (Irish Singles Chart)         | 32              |
| Japan (Japan Hot 100)                 | 14              |
| Japan (Japan Hot 100 Airplay)         | 7               |
| Netherlands (Single Top 100)          | 59              |
| New Zealand (Recorded Music NZ)       | 17              |
| Norway (VG-lista)                     | 16              |
| Slovakia (IFPI)                       | 8               |
| South Africa (Mediaguide)             | 8               |
| South Korea (Hanteo Singles Chart)    | 1               |
| Sweden (Sverigetopplistan)            | 41              |
| Switzerland (Swiss Hitparade)         | 51              |
| US Billboard Hot 100                  | 19              |
| US Billboard Hot Dance/Club Play      | 1               |
| US Billboard Pop Songs                | 30              |
| US Billboard R&B/Hip-Hop Songs        | 39              |
| US Billboard Rhythmic Top 40          | 26              |

| Bảng xếp hạng (2008)                | Vị trí |
| ----------------------------------- | ------ |
| Canada (Canadian Hot 100)           | 68     |
| Germany (Deutsche Urban Chart)      | 19     |
| Japan (Japan Hot 100)               | 98     |
| Japan (Tokio Hot 100)               | 39     |
| US Hot Dance Club Songs (Billboard) | 5      |
| US Pop Songs (Billboard)            | 96     |